# It's Amazing
It's Amazing – piosenka pop stworzona przez Jem we współpracy z Lester Mendez, na jej 3 studyjny album Down to Earth. Piosenka została wydana jako pierwszy singel promujący płytę. Reżyserem teledysku jest Saam Gabbay. Utwór znalazł się na soundtracku do filmu "Seks w wielkim mieście" (2008).

## Lista utworów
- It's Amazing – Radio Edit 3:30
- It's Amazing – Album version 4:00

## Pozycje na listach
| Lista przebojów (2008) | Najwyższa pozycja |
| ---------------------- | ----------------- |
| Niemcy Singel Charts   | 77                |
| Polska Airplay Top 100 | 4                 |